# Monsters of Rock
Monsters of Rock Open Air Festival bio je najvažniji hard rock i heavy metal glazbeni festival 80-ih i ranih 90-ih godina. Jednodnevni godišnji koncert održavao se u kolovozu, na hipodromu Castle Donington u pokrajini North Leicestershire, Engleska, a privlačio je veliki broj posjetitelja, čak i preko 100.000. Upravo zahvaljujući svojoj popularnosti počeo se održavati diljem svijeta. Na festivalu obično nastupa između pet i sedam vrhunskih hard rock i heavy metal grupa. Otvaranje festivala prepušta se sastavima koji tek započinju karijeru, ali su u protekloj godini ostvarili značajne rezultate. Grupe AC/DC, Iron Maiden i Whitesnake nastupili su više od jednom kao glavna atrakcija. 
Jedini ozbiljni incident u povijesti festivala dogodio se 1988. g. kada su poginule dvije osobe za vrijeme nastupa grupe Guns N' Roses. Snažan vjetar srušio je veliki videoekran, izbila je panika, Gunsi su prestali svirati, a Axl Rose je molio posjetitelje da ostanu mirni dok sve onesviještene osobe nisu prebačene na sigurno. Posljedice toga bile su da festival 1989. g. nije održan, a za godinu 1990. ulaznice su bile ograničene na 72.500 posjetitelja iz sigurnosnih razloga i odmah rasprodane.
Za godinu 2006., točno deset godina nakon posljednjeg "Monster Of Rock" festivala najavljeno je ponovno održavanje u Milton Keynesu. Glavna atrakcija bi trebala biti grupa Deep Purple, a poseban gost Alice Cooper.

## Vanjske poveznice
- http://www.monstersofrock.co.uk/  Arhivirana inačica izvorne stranice od 4. ožujka 2009. (Wayback Machine)
- http://www.redwoodcrescent.com/donington/Donington.htm  Arhivirana inačica izvorne stranice od 27. prosinca 2005. (Wayback Machine)